# Benjamin Rogers
Benjamin Rogers (Windsor, 2 de juny de 1614 - Oxford, 20 de juny de 1698 i va ser enterrat a l'església de St Peter-le-Bailey) fou músic i compositor anglès.
Fou organista de l'església del Sant Crist, catedral de Dublín, però el 1641, davant els moviments revolucionaris d'aquella capital, retornà a la seva vila natal; el 1669 aconseguí el títol de doctor en música, i des del 1662 era organista de la capella de Windsor, també o va ser del Col·legi del Eton College. Però el 1685 fou destituït pel rei, per haver Roger sol·licitat la protecció de Cromwell.
És autor de l'himne a quatre veus Teach, me, o Lord, en el que es revelà com a notable compositor. A més va escriure, altres himnes i composicions religioses, publicats a Cantica Sacra, a Court Ayres i altres col·leccions.
Una neta, Ann Rogers que va morir el 1696, va deixar la major part de la petita propietat que posseïa al seu estimat, afectuós, tendre, i molt estimat avi, el Dr Benjamí Rogers.